# Benzphetamine
Benzphetamine (tên thương hiệu Didrex) là một loại amphetamine thay thế được sử dụng ngắn hạn cùng với chế độ ăn kiêng, giảm calo, tập thể dục và chương trình hành vi để giảm cân. Nó được quy định cho bệnh béo phì ở những người không thể giảm cân thông qua tập thể dục và ăn kiêng một mình. Nó là một tiền chất của dextroamphetamine và dextromethamphetamine.
Benzphetamine là biếng ăn, chủ yếu là quảng cáo giảm cân thông qua việc giảm sự thèm ăn. Benzphetamine cũng làm tăng nhẹ quá trình trao đổi chất.

## Dược lý
Benzphetamine là một amin amin giao cảm và được phân loại là gây tê. Chức năng chính của thuốc là làm giảm sự thèm ăn, do đó làm giảm lượng calo.
Mặc dù cơ chế tác dụng của thuốc ức chế sự thèm ăn giao cảm trong điều trị béo phì chưa được biết đến đầy đủ, những loại thuốc này có tác dụng dược lý tương tự như thuốc kích thích. Amphetamine và các thuốc cường giao cảm có liên quan (như benzphetamine) được cho là kích thích giải phóng norepinephrine và/hoặc dopamine từ các vị trí lưu trữ trong các đầu dây thần kinh của trung tâm nuôi dưỡng vùng dưới đồi, do đó làm giảm sự thèm ăn. Bản phát hành này được trung gian thông qua sự gắn kết của benzphetamine với VMAT<sub id="mwGw">2</sub> và ức chế chức năng của nó, gây ra sự giải phóng các chất dẫn truyền thần kinh này vào khe hở tiếp hợp thông qua các chất vận chuyển tái hấp thu của chúng. Bệnh nấm và dung nạp đã được chứng minh với tất cả các loại thuốc thuộc nhóm này.
Benzphetamine có thời gian bán hủy là 4-6 giờ.

## Chống chỉ định
Benzphetamine chống chỉ định ở những bệnh nhân bị xơ cứng động mạch tiên tiến, bệnh tim mạch có triệu chứng, từ trung bình đến cao huyết áp nặng, siêu thyroidism, quá mẫn đã biết hoặc phong cách riêng cho các amin cường giao cảm, và bệnh tăng nhãn áp, hoặc những người gần đây đã sử dụng một MAOI. Không nên dùng Benzphetamine cho những bệnh nhân đang trong tình trạng kích động hoặc có tiền sử lạm dụng thuốc.

## Phân loại chất được kiểm soát
Benzphetamine là duy nhất trong phân loại của nó như là một loại thuốc III ở Hoa Kỳ. (Hầu hết các thành viên của gia đình amphetamine được phân loại trong Biểu II được quy định cao hơn.) Benzphetamine được cơ thể con người chuyển hóa thành amphetamine và methamphetamine, khiến nó trở thành một trong những loại thuốc trải qua quá trình chuyển đổi in vivo thành một chất gây nghiện và lạm dụng cao hơn.